# Cantone di Rodez-Ovest
Il Cantone di Rodez-Ovest era una divisione amministrativa dell'arrondissement di Rodez.
A seguito della riforma approvata con decreto del 21 febbraio 2014, che ha avuto attuazione dopo le elezioni dipartimentali del 2015, è stato soppresso.

## Composizione
Comprendeva parte della città di Rodez e i comuni di:
- Druelle
- Olemps
- Luc-la-Primaube